# 莸叶醉鱼草
莸叶醉鱼草（学名：Buddleja caryopteridifolia）是玄参科醉鱼草属的植物。分布在中国大陆的云南、四川、西藏等地，生长于海拔1,500米至3,400米的地区，常生于山地路旁或干旱河谷灌木丛中，目前尚未由人工引种栽培。